# Dolby Cinema

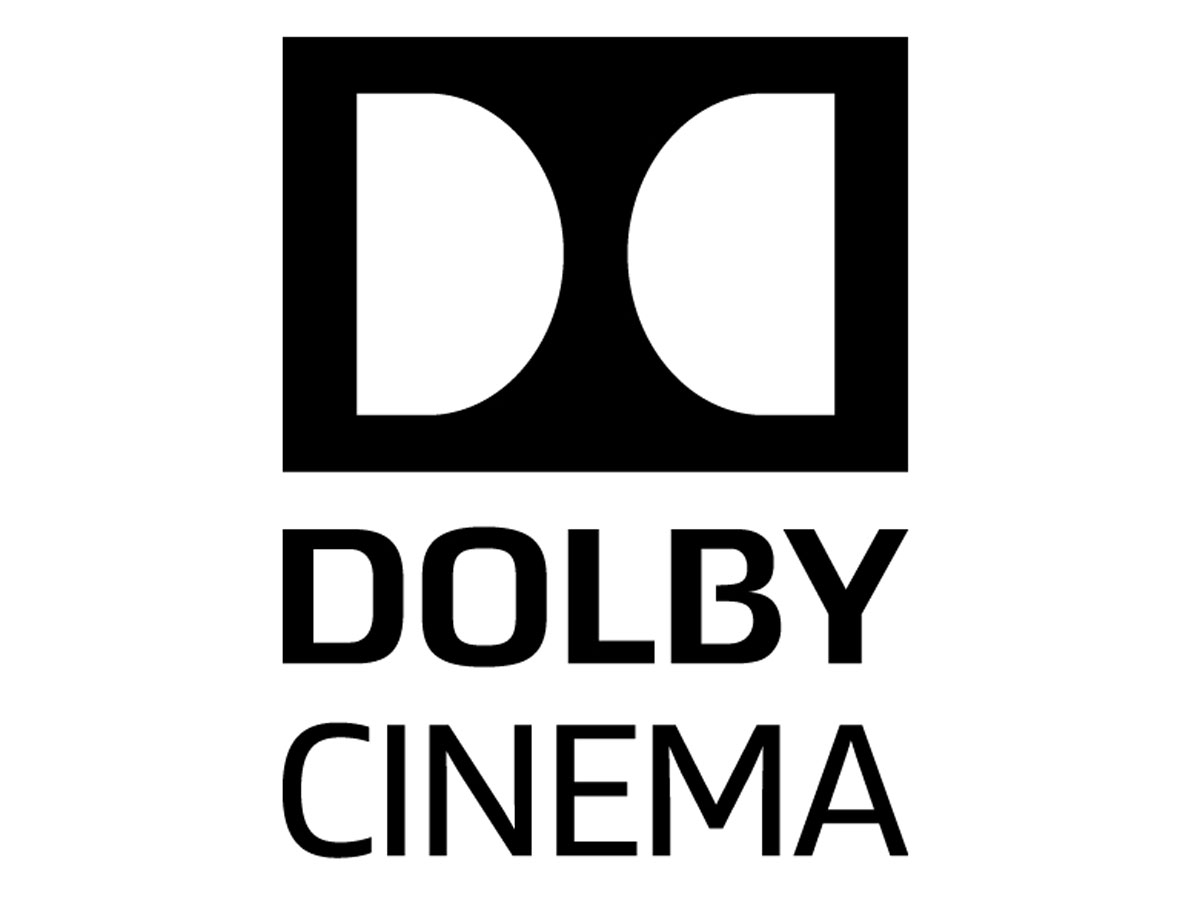
Logo Dolby Cinema

Dolby Cinema is een bioscoopconcept ontwikkeld door Dolby Laboratories.  Het wordt gezien als Dolby's antwoord op IMAX.
In de Verenigde Staten is bioscoopketen AMC de enige bioscoopketen die Dolby Cinemazalen tot haar beschikking heeft. Nederland had de primeur in Eindhoven, waar JT Bioscopen eind 2014 de eerste Dolby Cinemazaal ter wereld opende. De tweede bioscoop met dit systeem was het UCI/Cinesa La Maquinista-complex in Barcelona (Spanje).
Op 26 mei 2017 werd er bekendgemaakt door Dolby dat ze samen met Les Cinémas Gaumont Pathé tien nieuwe Dolby Cinema zalen gaan openen. Er zullen er zeven in Frankrijk worden geopend en drie in Nederland. In Nederland zijn er Dolby Cinema zalen in Pathé de Kuip, Pathé de Munt, Pathé Scheveningen, Vue Eindhoven en Vue Hilversum.

## Techniek
Dolby Cinema bestaat uit Dolby Atmos-geluidsweergave en een Dolby Vision-projectiesysteem.
Belangrijke onderdelen van het Dolby Atmos-geluidssysteem, zijn overhead luidsprekers, verbeterde audiokwaliteit, timbre-matching, verbeterde spatial-control en resolutie. Overhead luidsprekers geven filmmakers meer vrijheid om geluid natuurgetrouw weer te geven. Het installeren van meer discrete overhead geluidskanalen resulteert in 3D-geluid. Een ander belangrijk aspect is het feit dat filmmakers meer geluidskanalen ter beschikking hebben. Dolby Atmos beschikt over een '61.3'-configuratie, conventionele zalen beschikken over een 5.1 of 7.1-configuratie. Door het hoge aantal discrete kanalen, is gemiddeld het vermogen van Dolby Atmos installaties aanzienlijk hoger dan conventionele installaties, respectievelijk 94.000 watt en 7.000 watt. Barco lanceerde in 2011 een soortgelijk 3D-audioformaat, genaamd Auro 11.1. DTS zal binnenkort DTS:X lanceren. Meerkanaals geluidssystemen zijn in staat om geluid vanuit een specifieker punt in een ruimte te laten komen, wat de natuurgetrouwheid van het geluid ten goede komt.
Dolby Vision is een end-to-end-concept voor een betere helderheid, contrast en kleur om uiteindelijk tot betere pixels te komen.
Conventionele bioscoopsystemen en blu-ray zijn niet in staat om natuurgetrouwe kleur en helderheid weer te geven. Deze systemen zijn in staat om een bereik van 0,117 tot 100 nits weer te geven, met een beperkt gamut. (1 nit is de eenheid die gebruikt wordt om helderheid te meten, en is equivalent aan het licht van 1 kaars op 1 vierkante meter.) De beperkingen ontstaan door de huidige HDTV en Kathodestraalbuis standaarden. Dolby Vision moet in staat zijn om een bereik van 0 tot 10.000 nits weer te geven.
Van pre- tot postproductie, distributie en vertoning wordt rekening gehouden om optimale beeldkwaliteit te behouden. Voor colour grading worden speciale Dolby Vision monitoren gebruikt om artistieke wensen van filmmakers correct toe te passen op beeldmateriaal. Een door Dolby ontwikkeld algoritme slaat vervolgens de metadata apart op, zodat beeldmateriaal ook op niet-Dolby Vision apparatuur af te spelen is. Een voordeel hiervan is dat er geen nieuwe codecs ontwikkeld hoeven te worden, Dolby Vision maakt gebruikt van HEVC en AVC codecs.
Dolby Vision verbetert de helderheid en dynamisch bereik van beeld, waardoor een HDR-beeld gecreëerd kan worden. Vooral 3D films profiteren hiervan, omdat door conventionele projectietechnieken veel licht en kleurverval ontstaat. Met Dolby Vision is het mogelijk om 3D projectie tot 14 footlambert en 31 footlambert voor 2D-content te behalen. Voor conventionele projectietechnieken is dit respectievelijk slechts 5 en 14 footlambert.

## Zaalontwerp

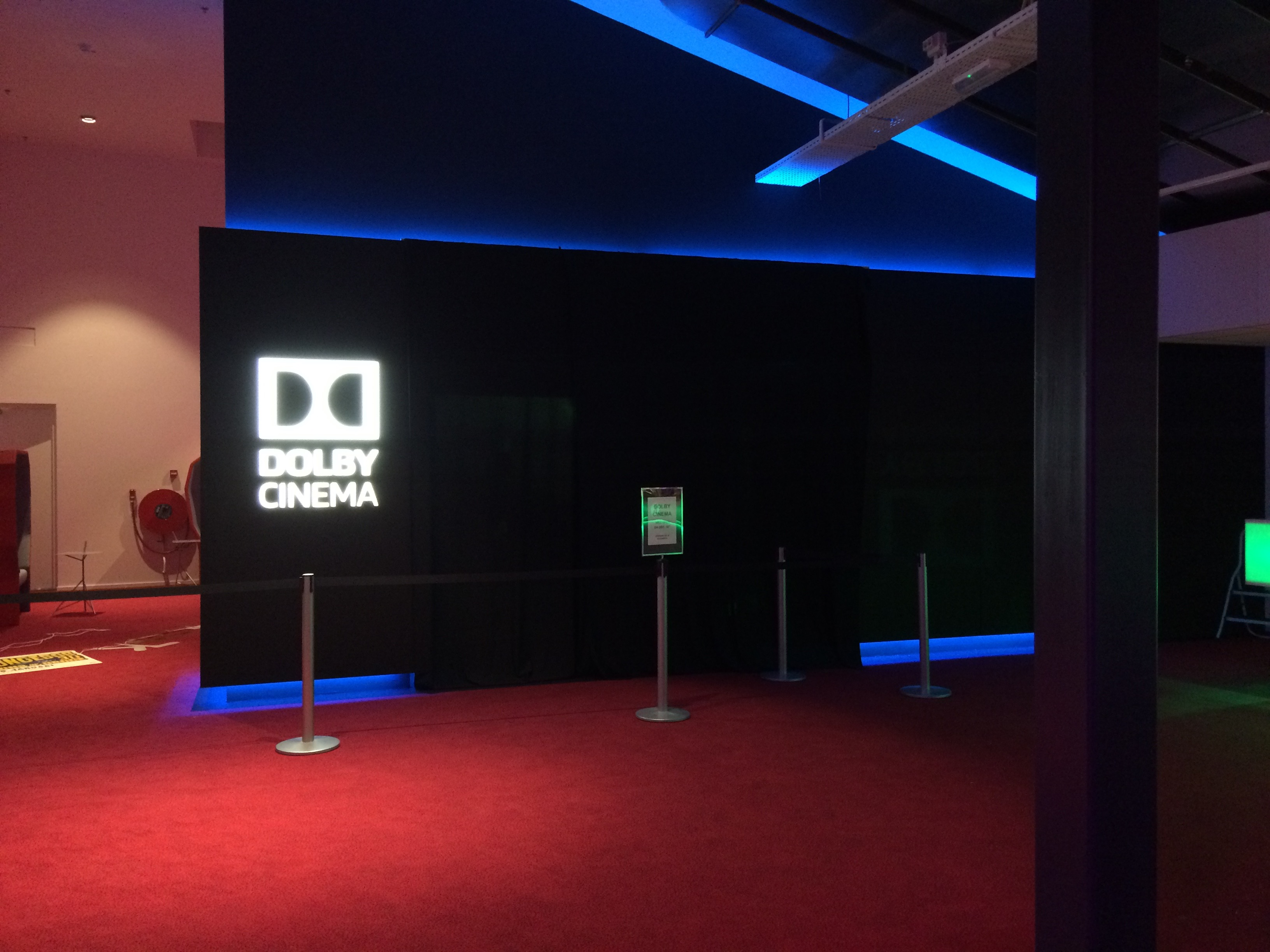
'Black-box'-ingang van een Dolby Cinema zaal

Dolby Cinemazalen zijn door Dolby ontworpen om beeld en geluid zo correct mogelijk weer te geven en te behouden. Daarnaast beschikken Dolby Cinemazalen over een speciale ingang met projectie en geluid, specifiek ontworpen voor films. De zaal heeft de vorm van een cocon, zodat echo vermindert en licht niet weerkaatst wordt terug het doek op. Luidsprekers zijn weggewerkt in de wanden en het plafond achter akoestische panelen. Het projectiescherm strekt zich uit over de gehele grootte van de wand. De gebruikte materialen in de zaal zijn vooral donkere tinten, om weerkaatsing van projectielicht te verminderen.